# まぼろしのカタチ
『まぼろしのカタチ』はgrramの2枚目のミニ・アルバム。

## 概要
約4ヶ月半ぶりのミニ・アルバム。全曲の作詞をボーカルの久川実津紀が、6曲中4曲の作曲をChicago Poodleの花沢耕太が担当した。本作の発売にあたり、大阪・心斎橋OPAの1階から御堂筋線心斎橋駅につながる階段および踊り場に、grramの本作の楽曲が流れる特大ポスターが登場した。

## 収録曲
1. 旅立ちの朝に
2. 空のようなヒト
プロモーションビデオが制作されている[6][7]。MBSテレビ「MUSIC EDGE + Osaka Style」8月度エンディング・テーマ。
3. 大切なものはきっと
4. 1人で数える記念日
5. 世界の片隅で
6. 幸せはまぼろし

作詞：久川実津紀(#ALL)
作曲：花沢耕太(#1, 4, 5, 6)、岡本仁志(#2)、川本宗孝(#3)
編曲：古井弘人(#1)、岡本仁志(#2, 3)、麻井寛史(#4, 5)、花沢耕太(#6)